# Roy Evans
Roy Evans, född 4 oktober 1948 i Bootle, England, är en engelsk före detta fotbollsspelare (vänsterback) och sedermera fotbollstränare som mellan 1974 och 1998 var anställd som tränare i olika befattningar i Liverpool FC.

## Biografi
Evans skrev på ett lärlingskontrakt med Liverpool FC 1965 och debuterade i klubbens A-lag när han spelade 3 av de 8 sista ligamatcherna säsongen 1969-1970. Efter bara 9 ligamatcher och totalt 11 matcher för Liverpool avslutade Evans spelarkarriären i augusti 1974, 25 år gammal. Istället anställdes han som tränare för klubbens reservlag. Under sina nio säsonger som tränare för reservlaget vann man reservlagsligan vid sju tillfällen. Detta gjorde att han 1983 blev befordrad till hjälptränare för A-laget där han blev assistent till Joe Fagan och senare Kenny Dalglish. När Graeme Souness efter en serie dåliga resultat sade upp sig som manager för Liverpool i januari 1994 blev Evans utsedd till klubbens nya manager.  
När säsongen 1994-1995 var slut hamnade Liverpool på åttonde plats i ligan. Man hade dock lyckats vinna Ligacupen, vilken även skulle bli Evans enda pokal under sin tid som manager för Liverpool. Säsongen efter kom man tvåa i FA-cupen efter att ha förlorat finalen mot Manchester United med 1-0. Inför säsongen 1998-1999 anställdes Gérard Houllier och Liverpool övergick i ett tvåtränarsystem med Houllier och Evans som klubbens managers. Resultaten uteblev dock och i november, fyra månader in på säsongen, avgick Evans och Houllier tog över som ensam manager.  Under sina 4,5 år som manager för Liverpool spelade klubben 244 matcher och vann 123 av dessa.
År 2000 var Evans, tillsammans med Karl-Heinz Riedle tillförordnad manager för Fulham FC innan Jean Tigana tog över som manager en månad senare. Han har även varit assisterande tränare för Wales och Wrexham samt sportchef i Swindon Town.